# Герб комуни Геер
Герб комуни Геер (швед. Höör kommunvapen) — символ шведської адміністративно-територіальної одиниці місцевого самоврядування комуни Геер. 

## Історія
Герб ландскомуни Геер було розроблено і прийнято 1949 року. У 1974 році після адміністративно-територіальної реформи цей герб перереєстрували для комуни Геер, сформованої в нових межах.

## Опис (блазон)
У червоному полі срібне жорно, у срібній главі — три червоні язики полум'я.

## Зміст
Жорна означають розвинене в давні часи млинарство. Три червоні язики полум'я вказують на назву поселення, яку виводять від староданського слова hørg, що означає «святилище», «місце жертвоприношення».